# Søren Alfred Jensen
Søren Alfred Jensen (født 22. maj 1891 i Veerst, død 16. maj 1978 i Denver, Colorado, USA) var en dansk gymnast, som deltog i OL 1912 i Stockholm.
Jensen deltog på det danske hold i svensk system ved OL 1912, hvor blot tre hold stillede op på Stockholms Stadion. Holdene kunne bestå af 16-40 gymnaster, og det svenske hold vandt klart med 937,46 point foran Danmark med 898,84 point, mens Norge blev nummer tre med 857,21 point.